# UFC Fight Night: Santos vs. Walker
UFC Fight Night: Santos vs. Walker  (conosciuto anche come UFC Fight Night 193, oppure UFC on ESPN+ 51, o anche UFC Vegas 38) è stato un evento di arti marziali miste tenuto dalla Ultimate Fighting Championship il 2 ottobre 2021 all'UFC APEX di Las Vegas, negli Stati Uniti.

## Risultati
|                  | Divisione               |                          |                 |                     | Metodo                                      | Round           | Tempo           | Premio          |
| Card Principale  | Card Principale         | Card Principale          | Card Principale | Card Principale     | Card Principale                             | Card Principale | Card Principale | Card Principale |
| ---------------- | ----------------------- | ------------------------ | --------------- | ------------------- | ------------------------------------------- | --------------- | --------------- | --------------- |
|                  | Pesi mediomassimi       | Thiago Santos            | batte           | Johnny Walker       | Decisione unanime (48–47, 48–47, 48–47)     | 5               | 5:00            |                 |
|                  | Pesi medi               | Kevin Holland            | vs.             | Kyle Daukaus        | No Contest (scontro di teste accidentale)   | 1               | 3:43            |                 |
|                  | Pesi welter             | Niko Price               | batte           | Alex Oliveira       | Decisione unanime (29–28, 29–28, 29–28)     | 3               | 5:00            |                 |
|                  | Pesi medi               | Krzysztof Jotko          | batte           | Misha Cirkunov      | Decisione non unanime (29–28, 28–29, 29–28) | 3               | 5:00            |                 |
|                  | Catchweight (158.5 lbs) | Alexander Hernandez      | batte           | Mike Breeden        | KO (pugno)                                  | 1               | 1:20            |                 |
| Card Preliminare |                         |                          |                 |                     |                                             |                 |                 |                 |
|                  | Pesi leggeri            | Jared Gordon             | batte           | Joe Solecki         | Decisione non unanime (28–29, 29–28, 29–28) | 3               | 5:00            |                 |
|                  | Pesi mosca femminili    | Casey O'Neill            | batte           | Antonina Shevchenko | KO tecnico (pugni)                          | 2               | 4:47            | POTN            |
|                  | Catchweight (138.5 lbs) | Karol Rosa               | batte           | Bethe Correia       | Decisione unanime (30–27, 30–27, 30–26)     | 3               | 5:00            |                 |
|                  | Pesi leggeri            | Jamie Mullarkey          | batte           | Devonte Smith       | KO tecnico (pugni)                          | 2               | 2:51            | POTN            |
|                  | Pesi gallo              | Douglas Silva de Andrade | batte           | Gaetano Pirrello    | KO (pugno)                                  | 1               | 2:04            | POTN            |
|                  | Pesi gallo femminili    | Stephanie Egger          | batte           | Shanna Young        | KO tecnico (gomitata)                       | 2               | 2:22            | POTN            |
|                  | Pesi gallo              | Alejandro Pérez          | batte           | Johnny Eduardo      | Sottomissione (scarf hold armlock)          | 2               | 4:13            |                 |

## Premi
I lottatori premiati ricevettero un bonus di 50.000 dollari.
Legenda:
- FOTN: Fight of the Night (vengono premiati entrambi gli atleti per il miglior incontro dell'evento)
- POTN: Performance of the Night (viene premiato il vincitore per la migliore performance dell'evento)